# Каріс ван Гаутен
Каріс Анук ван Гаутен (нід. Carice van Houten, нар. 5 вересня 1976) — нідерландська акторка, співачка, ведуча та письменниця. 
Світову популярність здобула головною роллю у військовій драмі Пола Верховена «Чорна книга» (2006), яку вважають  комерційно найуспішнішим нірерландським фільмом на сьогодні.
Як співачка Ван Гаутен випустила попрок альбом See You on the Ice у 2012 році.

## Біографія
Каріс Анук Ван Гаутен народилася 5 вересня 1976 року в Лейдердорпі, Нідерланди. Її мати Марга Стассі працює на нідерландському освітньому телеканалі; а батько Теодор ван Гаутен — письменник і телеведучий. У Каріс є молодша сестра, Елка ван Гаутен, також акторка.
Каріс захотіла стати акторкою у 5 років, коли батько відвів її на показ фільму про Наполеона Бонапарта. На початку 1990-х вона відвідує Ліцей Боніф Попатіус в Утрехті, в ході навчання виконує головну роль у постановці про Тіля Уленшпігеля. У 1995 році одночасно вступає на навчання до двох найбільших театральних навчальних закладів Нідерландів — драматичних академій Маастрихту і Амстердама. Робить вибір на користь Амстердама, де і починає театральну кар'єру. 1999 року отримує престижний Pussuise Prize, а за рік — Top Naeff Award.
29 серпня 2016 року Каріс ван Гаутен народила сина від Гая Пірса.

## Фільмографія

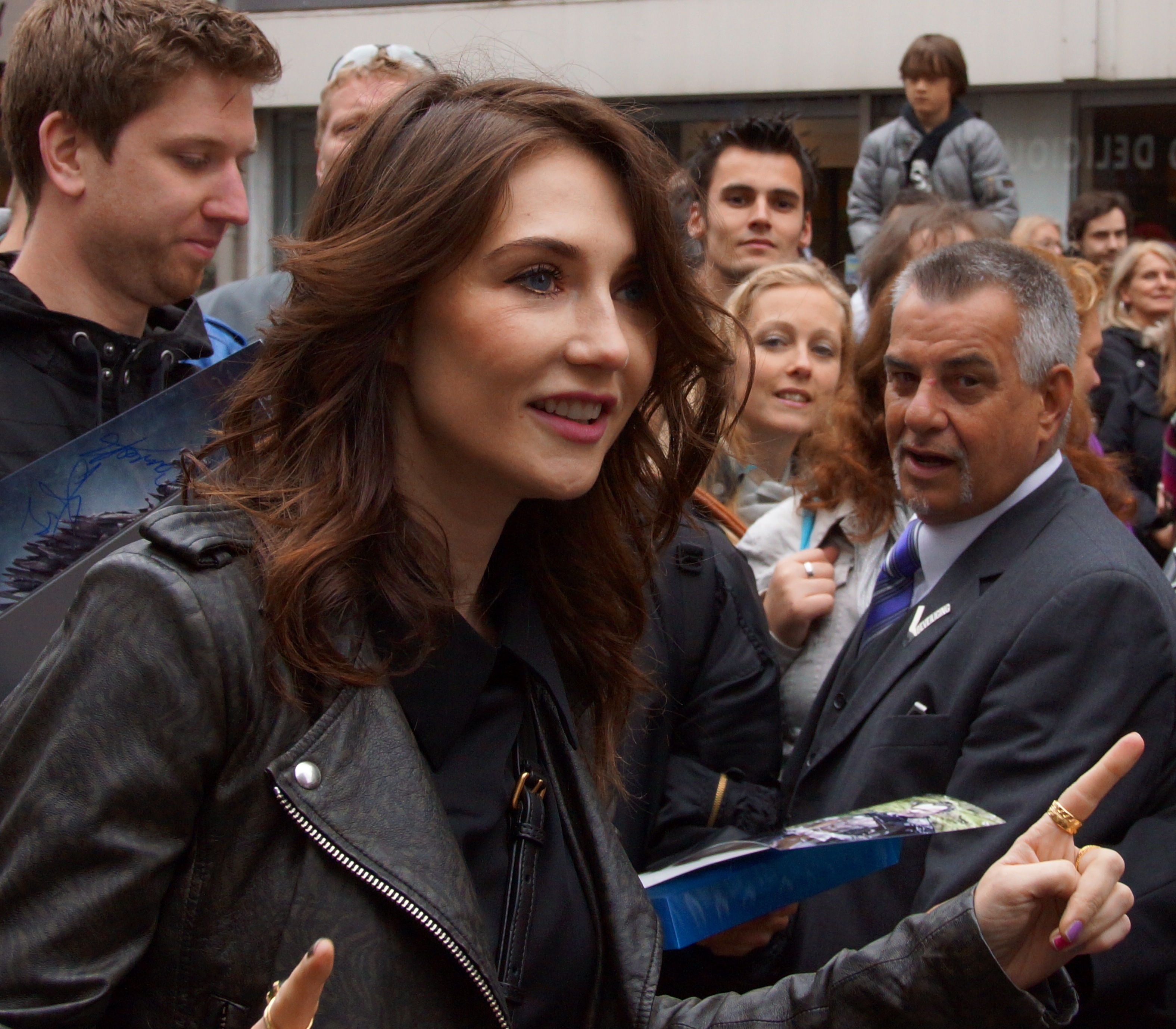
Каріс ван Гаутен, 18 травня 2013

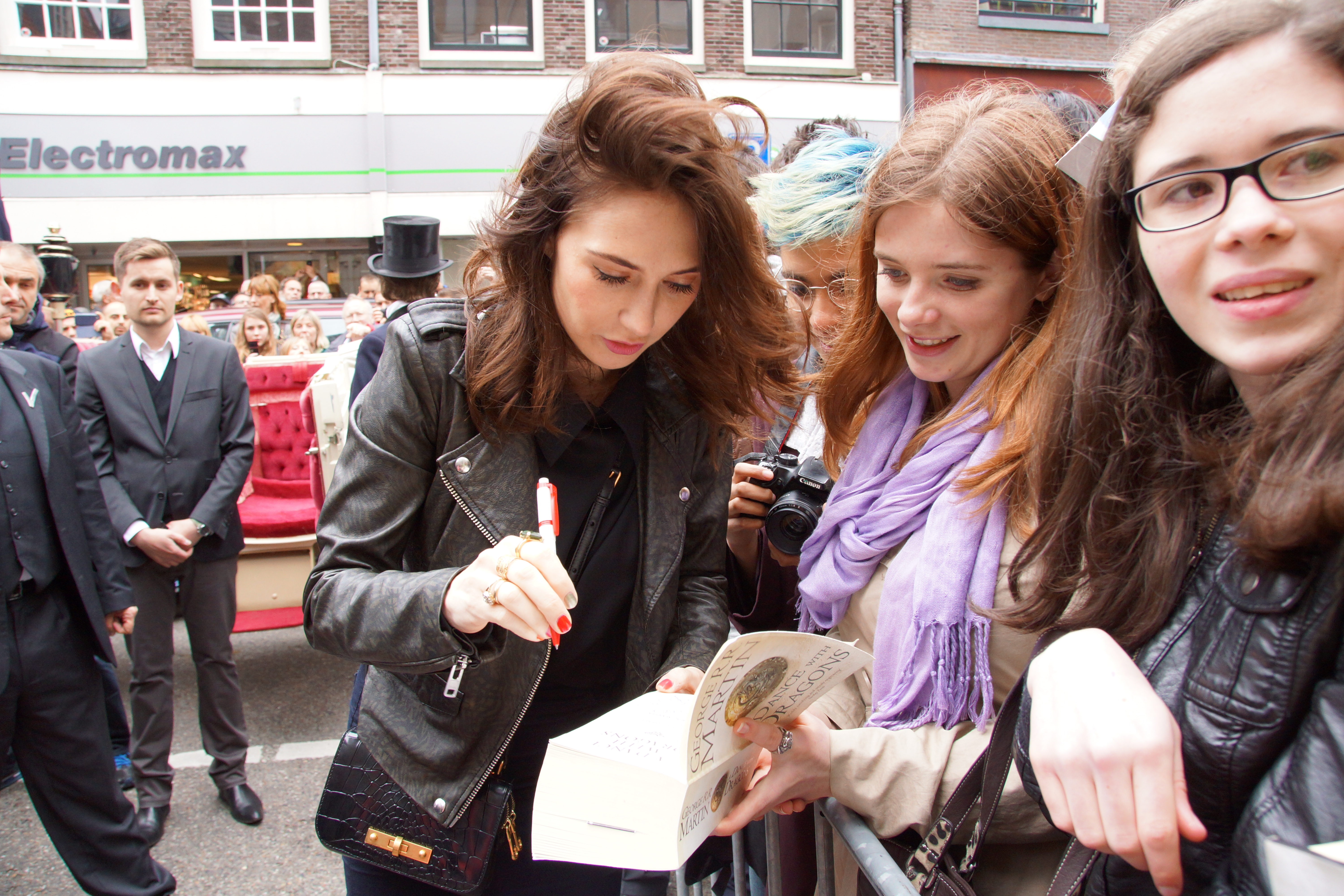
Каріс ван Гаутен, 18 травня 2013

| Рік       |   | Українська назва       | Оригінальна назва                             | Роль                              |
| --------- | - | ---------------------- | --------------------------------------------- | --------------------------------- |
| 1997      | ф |                        | 3 ronden                                      | Емілі                             |
| 1998      | ф |                        | Ivoren wachters                               | -                                 |
| 1999      | ф |                        | Suzy Q                                        | Сьюзі                             |
| 2001      | ф |                        | Storm in mijn hoofd                           | Титанія                           |
| 2001      | ф |                        | AmnesiA                                       | Сандра                            |
| 2001      | ф |                        | Undercover Kitty                              | Minoes                            |
| 2002      | ф |                        | Het everzwijn                                 | Пандора                           |
| 2003      | ф |                        | De Passievrucht                               | Моніка                            |
| 2005      | ф |                        | Zwarte zwanen                                 | Марлін                            |
| 2005      | ф |                        | Lepel                                         | Juffrouw Broer                    |
| 2006      | ф |                        | Ik omhels je met 1000 armen                   | Samarinde                         |
| 2006      | ф | Чорна книга            | Zwartboek                                     | Рейчел Стейн/Еліс де Вріс         |
| 2007      | ф | Нереальне кохання      | Alles is Liefde                               | Кікі Джоллема                     |
| 2008      | ф | Тіло брехні            | Body of Lies                                  | Гретхен Ферріс                    |
| 2008      | ф | Операція «Валькірія»   | Valkyrie                                      | Ніна Шенк фон Штауффенберг        |
| 2009      | ф | Час від часу           | From Time to Time                             | Maria Oldknow                     |
| 2009      | ф |                        | Komt een vrouw bij de dokter                  | Кармен                            |
| 2009      | ф |                        | Alice                                         | Аліса                             |
| 2010      | ф | Чорна смерть           | Black Death                                   | Ланґіва                           |
| 2010      | ф | Щаслива Домогосподарка | De gelukkige huisvrouw                        | Леа Меєр                          |
| 2010      | ф | Різники                | Repo Men                                      | Керол                             |
| 2010      | ф | Легенди нічної варти   | Legend of the Guardians: The Owls of Ga'Hoole | Отулісса                          |
| 2011      | ф | Чорні метелики         | Black Butterflies                             | Інгрід Йонкер                     |
| 2011      | ф | Зловмисники            | Intruders                                     | Сюзанна                           |
| 2012      | ф | Джекі                  | Jackie                                        | Софі                              |
| 2012      | ф |                        | Alles is familie                              | Вінні де Ровер                    |
| 2012—2019 | с | Гра престолів          | Game of Thrones                               | Мелісандра Ашайська (29 епізодів) |
| 2013      | ф | П'ята влада            | The Fifth Estate                              | Бригіта Йонсдоттир                |
| 2016      | ф |                        | Race                                          | Лені Ріфеншталь                   |
| 2016      | ф | Пекло                  | Brimstone                                     | Анна                              |
| 2016      | ф |                        | Incarnate                                     | Ліндсі Спарроу                    |
| 2019      | ф | Скляна кімната         | The Glass Room                                | Гана                              |
| 2019      | ф | Доміно                 | Domino                                        | Алекс                             |
| 2019      | ф |                        | Instinct                                      | Ніколін                           |
| 2020      | ф |                        | Lost Girls & Love Hotels                      | Інес                              |

## Дискографія
- 2007 — Чорна книга (саундтрек) — вокал у чотирьох піснях
- 2012 — See You on the Ice[6]